# Теплиці

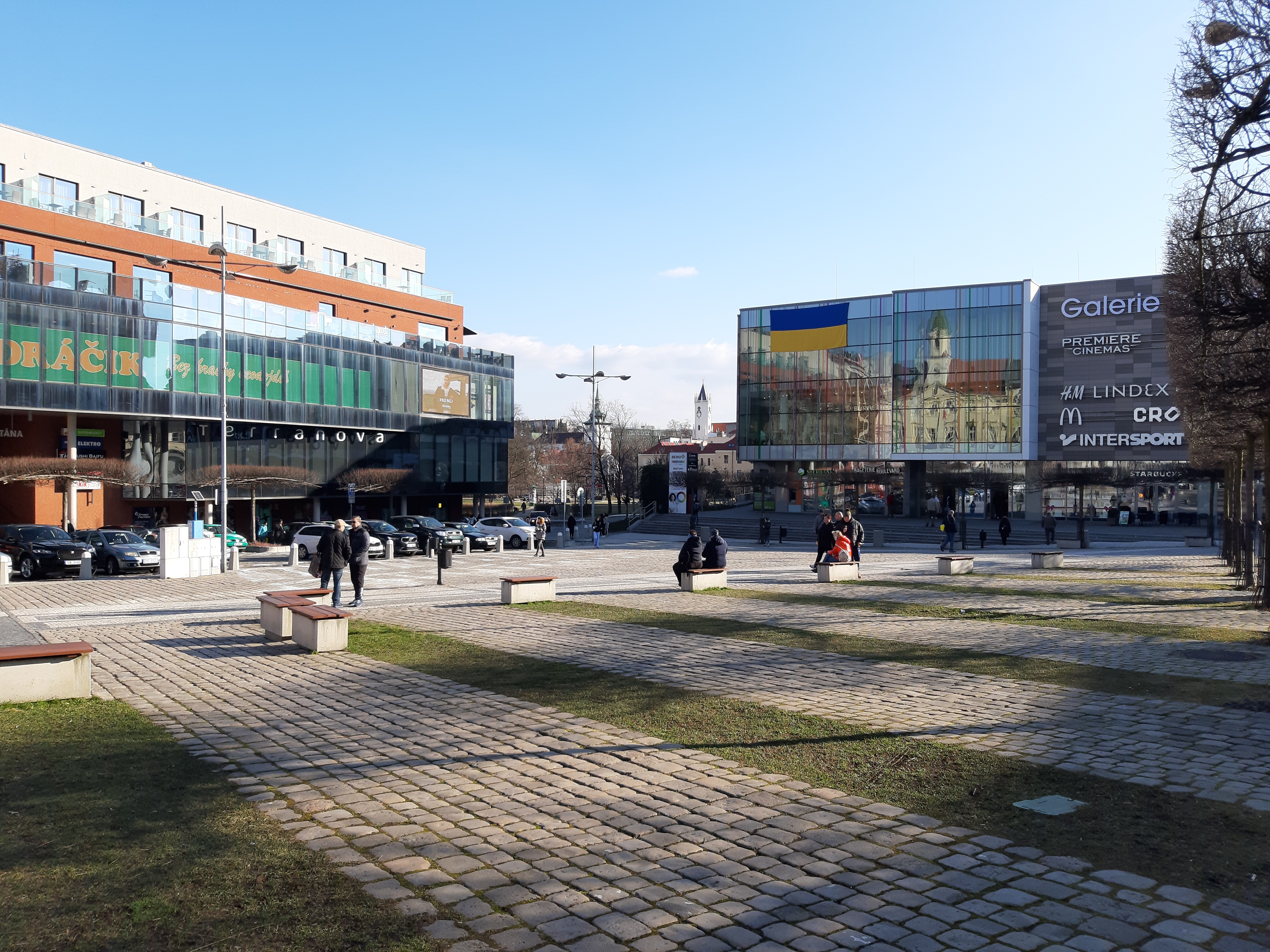
Teplice express support for Ukraine - 2022 Russian invasion of Ukraine.

Те́плиці, заст. Те́пліце, Те́пліц (чеськ. Teplice, нім. Teplitz) — курортне місто на північному заході Чехії, в однойменному районі Устецького краю.
Місто розташоване в долині річки Біліни, в районі підніжжя Рудних гір на відстані 90 км від столиці, Праги. У Теплицях знаходиться великий залізничний вузол.
Розвинена склокерамічна, текстильна та харчова промисловість.
Теплиці — відомий бальнеологічний курорт (теплицькі мінеральні джерела згадуються ще у XV столітті). Температура води теплицьких джерел — 40°—44° С; вода відрізняється підвищеним вмістом фтору. Тут лікують нервові захворювання та хвороби опорно-рухового апарату.
Багато відомих людей бували у Теплицях — Петро I, Лейбніц, Густав IV, Ґете, Бетховен.

## Спорт
У місті функціонує кілька десятків фізкультурних об'єднань і клубів. Найвідомішим є футбольний клуб «Те́плиці» (є учасником Гамбрінус ліги — найвищої ліги чеського чемпіонату). Також можна виділити такі спортивні клуби, як СК «Зірка», СК «Трнований», СК «Локомотив Теплиці», СК «Бонекс», СК «АҐЦ».
2008 року був заснований клуб з мініфутболу «Балтикфлора», який виступає в першому дивізіоні чеського чемпіонату. За підсумками сезону 2009—2010 року команда «Балтикфлора» завоювала срібні медалі чемпіонату Чехії.
У місті проводиться чоловічий тенісний турнір категорії «ф'ючерс».

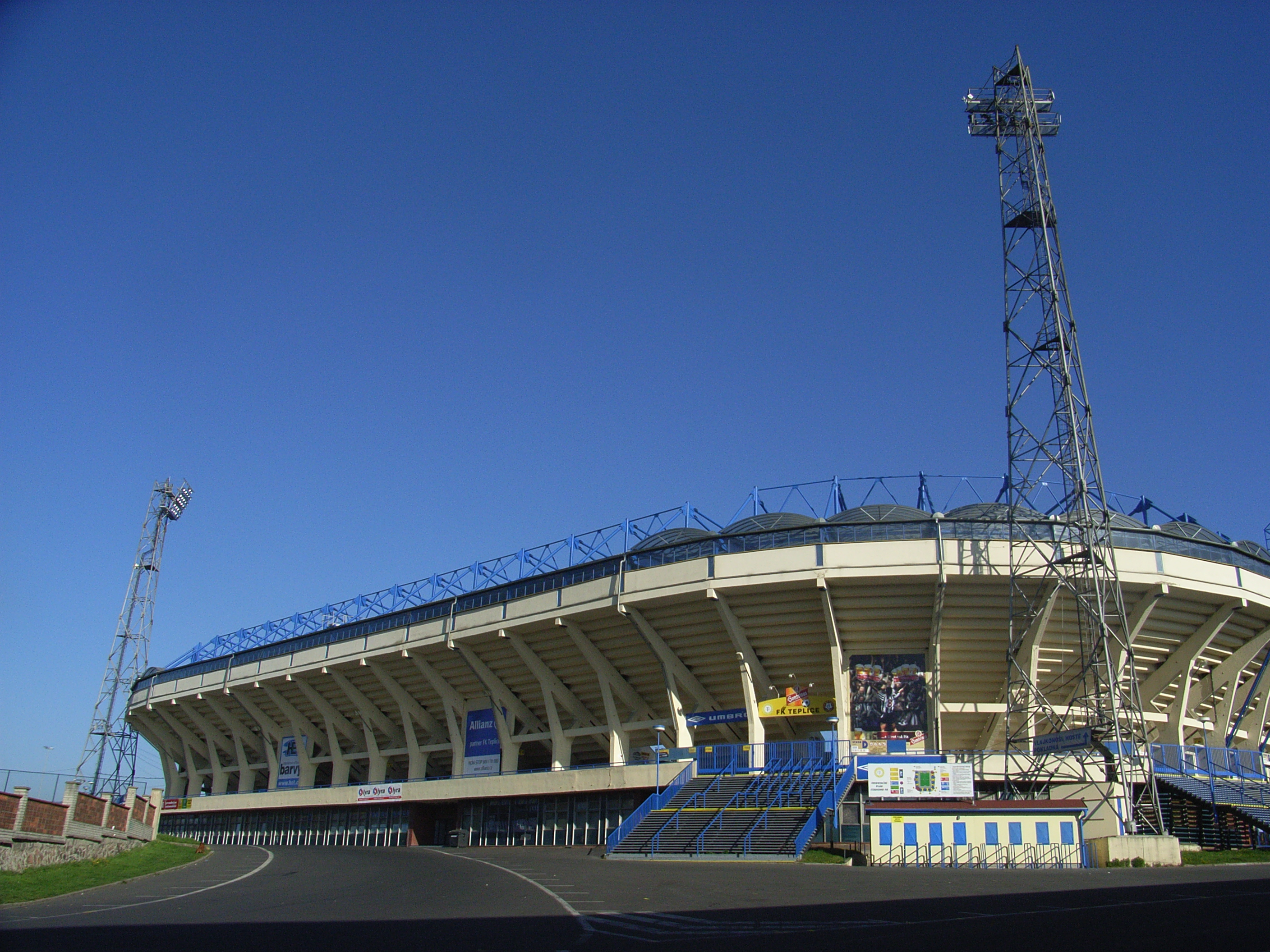
Футбольний стадіон

## Уродженці
- Роберт Ланг (*1970) — чеський хокеїст
- Люсі Вонькова (* 1992) — чеська футболістка.